# Voroněž (řeka)
Voroněž (rusky Воронеж) je řeka ve Voroněžské, v Tambovské a v Lipecké oblasti v Rusku. Je 342 km dlouhá. Povodí má rozlohu 21 600 km².

## Průběh toku
Vzniká soutokem Polního a Lesního Voroněže. Pravý břeh je prudký a vysoký, zatímco levý je nízký. V údolí řeky rostou smíšené a borové lesy. Ústí zleva do Donu.

## Vodní režim
Zdrojem vody jsou sněhové srážky. Průměrný roční průtok vody u města Voroněž činí 70,8 m³/s. Zamrzá v první polovině prosince a rozmrzá na konci března.

## Využití
Vodní doprava je možná na dolním toku. Na řece leží města Voroněž a Lipeck. Byla na ní vybudována Voroněžská přehrada.